# Ala II Pannoniorum

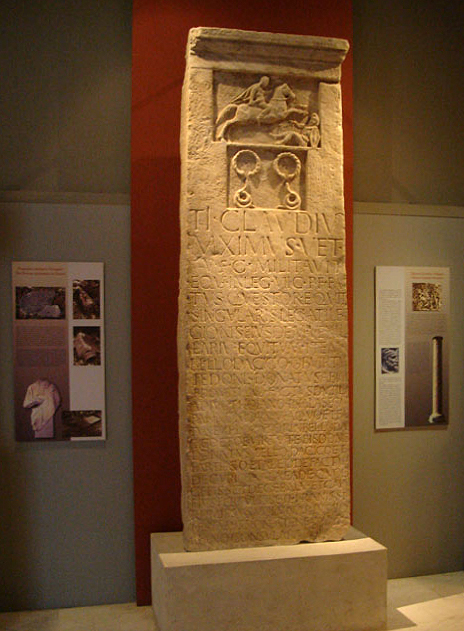
Der Grabstein des Tiberius Claudius Maximus

Die Ala II Pannoniorum [veterana] [torquata] (deutsch 2. Ala der Pannonier [die altgediente] [mit Torques ausgezeichnet]) war eine römische Auxiliareinheit. Sie ist durch Militärdiplome und Inschriften belegt. Die Ala ist sowohl mit der Ala II Gallorum et Pannoniorum als auch mit der Ala II Pannoniorum et Gallorum identisch, die in Militärdiplomen von 128 bis 165 n. Chr. aufgeführt werden.

## Namensbestandteile
- Ala: Die Ala war eine Reitereinheit der Auxiliartruppen in der römischen Armee.

- II: Die römische Zahl steht für die Ordnungszahl die zweite (lateinisch secunda). Daher wird der Name dieser Militäreinheit als Ala secunda .. ausgesprochen.

- Pannoniorum: der Pannonier. Die Soldaten der Ala wurden bei Aufstellung der Einheit aus den verschiedenen Stämmen der Pannonier auf dem Gebiet der römischen Provinz Pannonia rekrutiert.

- veterana: die altgediente bzw. die altbewährte. Laut John Spaul wurde der Zusatz normalerweise immer dann verliehen, wenn eine neue Einheit mit derselben Bezeichnung in einer Provinz stationiert wurde. Der Zusatz kommt in den Diplomen von 109 bis 114 vor.

- Gallorum et Pannoniorum: der Gallier und Pannonier. Zwischen 123 und 128 wurde eine größere Anzahl von gallischen Reitern neu in die Einheit aufgenommen, was zu der Namensänderung führte.

- torquata: mit Torques ausgezeichnet. Der Zusatz kommt in dem Diplom von 128 vor.

Da es keine Hinweise auf den Namenszusatz milliaria (1000 Mann) gibt, war die Einheit eine Ala quingenaria. Die Sollstärke der Ala lag bei 480 Mann, bestehend aus 16 Turmae mit jeweils 30 Reitern.

## Geschichte
Die Ala war in den Provinzen Syria, Moesia superior, Dacia und Dacia Porolissensis (in dieser Reihenfolge) stationiert. Sie ist auf Militärdiplomen für die Jahre 88 bis 165 n. Chr. aufgeführt.
Der erste Nachweis der Einheit in der Provinz Syria beruht auf einem Diplom, das auf 88 datiert ist. In dem Diplom wird die Ala als Teil der Truppen (siehe Römische Streitkräfte in Syria) aufgeführt, die in der Provinz stationiert waren.
Zu einem unbestimmten Zeitpunkt zwischen 88 und 93 wurde die Einheit in die Provinz Moesia superior verlegt. Der erste Nachweis in der Provinz beruht auf einem Diplom, das auf 93 datiert ist. In dem Diplom wird die Ala als Teil der Truppen (siehe Römische Streitkräfte in Moesia) aufgeführt, die in Moesia inferior stationiert waren. Weitere Diplome, die auf 94 bis 103/107 datiert sind, belegen die Einheit in derselben Provinz.
Die Ala nahm an beiden Dakerkriegen Trajans teil und wurde danach in der neuen Provinz Dacia stationiert, wo sie das Kastell Gherla als ihren dauerhaften Stationierungsort errichtete. Der erste Nachweis in der Provinz beruht auf einem Diplom, das auf 109 datiert ist. In dem Diplom wird die Ala als Teil der Truppen (siehe Römische Streitkräfte in Dacia) aufgeführt, die in Dacia stationiert waren. Weitere Diplome, die auf 110 bis 165 datiert sind, belegen die Einheit in derselben Provinz (bzw. ab 123 in Dacia Porolissensis).
Die Ala (möglicherweise auch nur eine Vexillation) nahm am Partherkrieg Trajans teil und kehrte dann nach Gherla zurück, das nach der Neuordnung der Provinz um 118/119 in Dacia Porolissensis gelegen war. Die im Partherkrieg erlittenen Verluste wurden vermutlich durch gallische Reiter ausgeglichen, die neu in die Einheit aufgenommen wurden. Dies würde erklären, warum die Ala in den Diplomen für Dacia Porolissensis von 128 bis 165 als Ala II Gallorum et Pannoniorum aufgeführt wird. In den Militärdiplomen des Jahres 142/144 erscheint sie als Ala II Pannoniorum et Gallorum.
Vermutlich war die Einheit bis zur Aufgabe Dakiens unter Aurelian (270–275) in Gherla stationiert.

## Standorte
Standorte der Ala in Dacia waren möglicherweise:
- Banatska Palanka
- Gherla: Laut Radu Ardevan war Gherla das Stammlager der Einheit in Dacia.

Ziegel mit dem Stempel A II P wurden in Banatska Palanka (CIL 3, 08074,05b) und Gherla (CIL 3, 08074,05a) gefunden.

## Angehörige der Ala
Folgende Angehörige der Ala sind bekannt:

### Kommandeure
| - [] Valerius: er wird auf einem der Diplome von 123 (RMD 4, 233) als Kommandeur genannt. - [] Coelius Firminus, ein Präfekt (ZPE-210-267) - C(aius) Cae[lius] Sal[vianus], ein Präfekt (AE 1960, 221) - Gaius Iulius Paullus: er wird auf einem Diplom von 101 als Kommandeur genannt. | - M(arcus) N() Lucret(i)anus, ein Präfekt (AE 1960, 222) - Tannon(ius) Maximus, ein Präfekt (CIL 3, 832) - Titus Petronius Priscus, ein Präfekt - Titus Varius Clemens, ein Präfekt |

### Sonstige
| - []dinus, ein Decurio (CIL 3, 12542) - Aur(elius) Iustianus, ein Decurio (CIL 3, 3252) - Aur(elius) Tatus, ein Stator (AE 1977, 704) - Brisenus, ein Imaginifer (AE 2013, 1287) - C(aius) Antonius Crispinus, ein Veteran und ehemaliger Decurio (CIL 3, 1375) - Ciagitsa, ein Soldat: ein Diplom von 101 (Chiron-2008-329) wurde für ihn ausgestellt. - Dines, ein Signifer (AE 1993, 1329) - M(arcus) Au[r(elius)], ein Decurio (CIL 3, 12542) | - M(arcus) Verpidius Silvanus, ein Reiter (CIL 3, 1483) - Roem[etalces], ein Reiter (AE 2013, 1287) - Scenobarbus - Septimius Pisu[sus], ein Veteran und ehemaliger Decurio (AE 1967, 389) - Tiberius Claudius Maximus, ein Veteran und ehemaliger Decurio (AE 1969/70, 583) - T(itus) Fl(avius) Longinus, ein Veteran und ehemaliger Decurio (CIL 3, 1100) - Ulp(ius) Provincialis (AE 1960, 223) - Ulp(ius) Silvinianus, ein Duplicarius (CIL 3, 3252) |